# Municipio de San José La Máquina
Municipio de San José La Máquina är en kommun i Guatemala.   Den ligger i departementet Departamento de Suchitepéquez, i den sydvästra delen av landet, 120 km väster om huvudstaden Guatemala City.